# Civil Support Team
Pour les articles homonymes, voir CST.

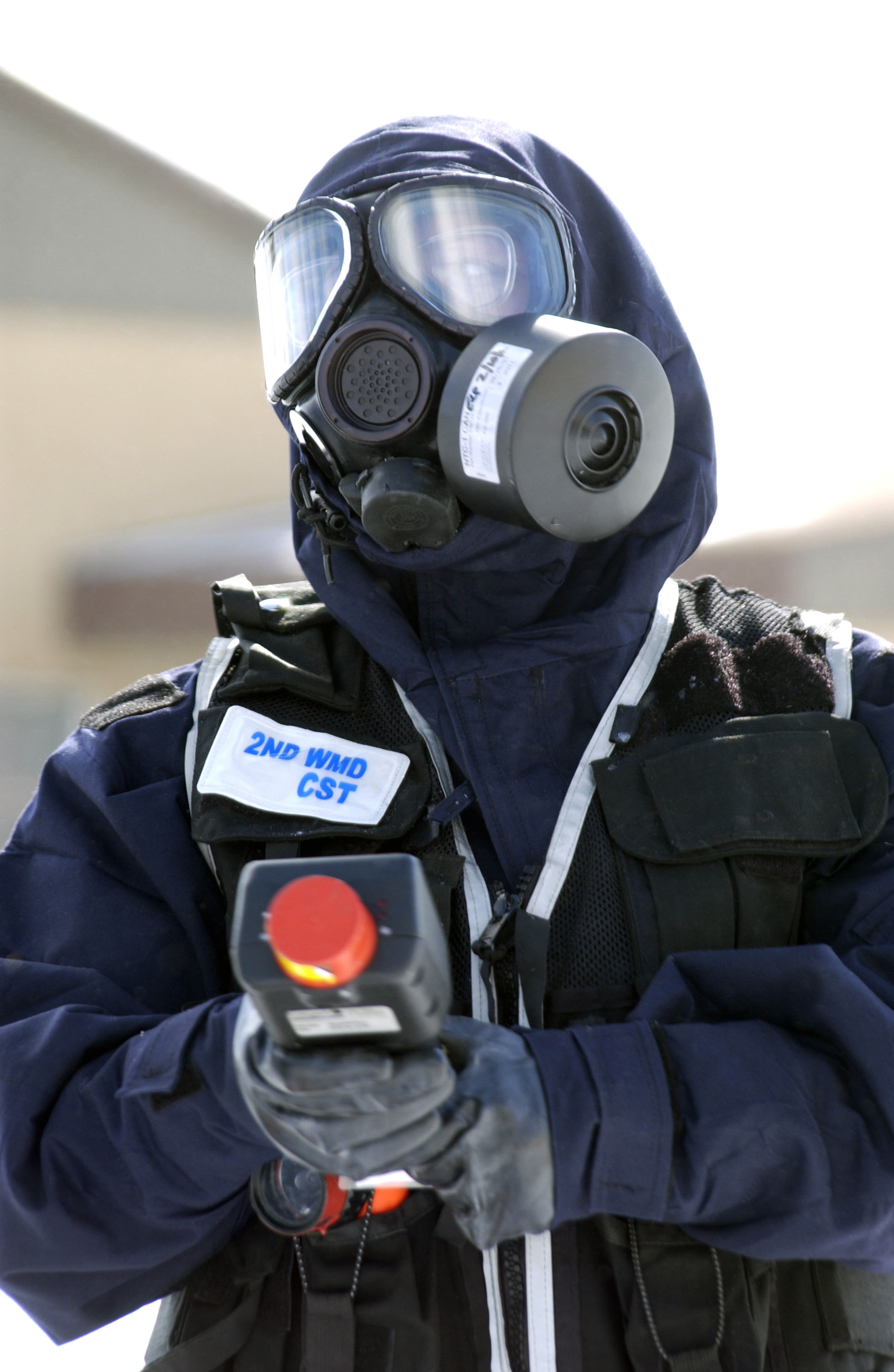
Personnel du Weapons of Mass Destruction Civil Support Team lors d'une démonstration.

Les Weapons of Mass Destruction Civil Support Teams (WMD-CST ou CST) sont des unités de la Garde nationale des États-Unis, financées par le gouvernement fédéral, dont le rôle est de conseiller les secours en cas de suspicion d'attaque par arme de destruction massive.
Leur création a été décidée en 1995 par la directive de décision présidentielle 39 signée par Bill Clinton et elles sont mises en place entre 2001 et 2010.
Au nombre de 57 en 2013, toutes à temps plein, elles sont présentes dans chaque État des États-Unis, dans le district de Columbia, à Porto Rico, Guam ainsi qu'aux îles Vierges, la Californie, la Floride et l'État de New York ayant chacun une unité supplémentaire,.

## Liste des unités
| - 1st CST MA - 2nd CST NY - 3rd CST PA - 4th CST GA - 5th CST IL - 6th CST TX - 7th CST MO - 8th CST CO - 9th CST CA - 10th CST WA - 11th CST ME - 12th CST NH - 13th CST RI - 14th CST CT - 15th CST VT | - 21st CST NJ - 22nd CST PR - 23rd CST VI - 24th CST NY - 31st CST DE - 32nd CST MD - 33rd CST DC - 34th CST VA - 35th CST WV | - 41st CST KY - 42nd CST NC - 43rd CST SC - 44th CST FL - 45th CST TN - 46th CST AL - 47th CST MS - 48th CST FL - 51st CST MI - 52nd CST OH - 53rd CST IN - 54th CST WI - 55th CST MN | - 61st CST AR - 62nd CST LA - 63rd CST OK - 64th CST NM - 71st CST IA - 72nd CST NE - 73rd CST KS | - 81st CST ND - 82nd CST SD - 83rd CST MT - 84th CST WY - 85th CST UT - 91st CST AZ - 92nd CST NV - 93rd CST HI - 94th CST GU - 95th CST CA - 101st CST ID - 102nd CST OR - 103rd CST AK |